# Skills in Pills
Skills in Pills är Lindemanns debutalbum, utgivet den 23 juni 2015. Lindemann består av Till Lindemann och Peter Tägtgren.

## Låtlista
All sångtext är skriven av Lindemann, alla låtar är komponerade av Tägtgren.
| Nr           | Titel               | Längd |
| ------------ | ------------------- | ----- |
| 1.           | Skills in Pills     | 4:13  |
| 2.           | Ladyboy             | 3:20  |
| 3.           | Fat                 | 4:12  |
| 4.           | Fish On             | 4:12  |
| 5.           | Children of the Sun | 3:40  |
| 6.           | Home Sweet Home     | 3:45  |
| 7.           | Cowboy              | 3:11  |
| 8.           | Golden Shower       | 4:24  |
| 9.           | Yukon               | 4:45  |
| 10.          | Praise Abort        | 4:44  |
| Total längd: | Total längd:        | 40:26 |

| 11.          | That's My Heart | 4:35  |
| Total längd: | Total längd:    | 45:01 |

## Medverkande
- Till Lindemann – sång
- Peter Tägtgren – samtliga instrument